# 8564 Аномалокаріс
8564 Аномалокаріс (8564 Anomalocaris) — астероїд головного поясу, відкритий 17 жовтня 1995 року.
Тіссеранів параметр щодо Юпітера — 3,136.
Названий на честь роду кембрійських тварин Anomalocaris.